# Hermann Balk
Hermann Balk (?-† 5 de marzo de 1239, Würzburg), también conocido como Hermann von Balk, Hermann Balke o Hermann Balco, fue un caballero de la orden teutónica y su primer landmeister o maestre provincial de Prusia y de Livonia.
En 1231 atravesó el río Vístula y comenzó la conquista de la por entonces pagana Prusia, al frente de un ejército de voluntarios legos reclutados en la actual Alemania. Poco después fundó nuevas ciudades fortificadas, como Königsberg (actual Kaliningrado) en 1235.